# Фрис, Люке София
Люке София Фрис (дат. Lyche Sophia Friis; ок. 1699 — 12 мая 1747) — датская и шведская поэтесса-полиглот, писавшая стихи на нескольких языках.

## Биография и творчество
Точная дата рождения Люке Софии Фрис неизвестна; вероятно, она родилась около 1699 года. Её детство прошло в Оденсе, где её семья принадлежала к местной аристократии. Неизвестно, посещала ли она школу, однако сохранились сведения о том, что по крайней мере одна из её сестёр также имела выдающиеся лингвистические способности, что позволяет предположить, что девочки получили хорошее образование.
Первое (из известных) стихотворение Люке Софии было написано в 1717 году, в честь двухсотлетия Реформации, на датском и латинском языках. Его отпечатала королевская типография в Копенгагене, а впоследствии оно вошло в изданный в Германии юбилейный сборник и таким образом приобрело международную известность. Следующее стихотворение, также двуязычное, написанное в 1719 году и посвящённое Фредерику IV, было опубликовано лишь посмертно. Наконец, третье её стихотворение было создано в честь свадьбы кронпринца в 1721 году и представляло собой демонстрацию обширных языковых познаний молодой поэтессы: помимо датского и латинского, она содержало строфы на французском, немецком и древнегреческом языках.
О дальнейших жизни и творчестве Фрис известно немного. С 1723 года она жила в Швеции, где служила гувернанткой в семье датского аристократа. Для его дочерей она написала «Пособие по морали» на французском языке, однако, несмотря на интерес к нему со стороны современников, опубликовать своё произведение ей не удалось.
В 1736 году София вышла замуж за Густафа Эрнста фон Бильдстейна, преподавателя теологии, языков и литературы в Лундском университете. Они имели общий интерес к языкам и, возможно, София начала изучать под его руководством древнееврейский. В 1737 году они вместе отправились в Данию, где не только навещали родственников Софии, но и общались с представителями местной интеллектуальной элиты. В частности, на историков Якоба Лангебека и Людвига Харбое София произвела столь сильное впечатление, что они написали о ней статью в журнал «Dänische Bibliothec». В 1740 года София с мужем побывали в Стокгольме, после чего вернулись в Лунд. У них родились двое детей. Сын умер в раннем возрасте, а дочь, Люка Кристина, также обнаружила талант к языкам.
Неизвестно, писала ли Фрис стихи в годы своей жизни в Швеции, однако в 1747 году она опубликовала свою переписку с датским учёным Фридрихом Кристианом Эйльшовом. Эти письма, написанные на латыни, представляют интерес как с культурологической, так и с лингвистической точки зрения. Лично со своим корреспондентом София так и не встретилась: в том же году, когда была опубликована их переписка, её не стало.